# パハン州
パハン州（パハンしゅう、ラテン文字：Pahang, ジャウィ：ڨهڠ ）は、マレーシアの行政区画（州）の一つである。

## 概要
マレー半島部のおける最大の州。中国語では「彭亨」と記される。人口はおよそ168万人。
州都はクアンタン（Kuantan）。
州の大半を熱帯雨林に覆われており、マレーシアで最も有名な国立公園・タマンネガラのジャングルは1億3000万年前から形成され、無数の動植物が棲息している。

## 隣接州
- ジョホール州
- ヌグリ・スンビラン州
- セランゴール州
- ペラ州
- クランタン州
- トレンガヌ州

## 州政府の地方行政区分
- ブラ郡（マレー語版）（Daerah Bera）
- ブントン郡（マレー語版）（Daerah Bentong）
- キャメロン・ハイランズ郡（マレー語版）（Daerah Cameron Highlands）
- ジュラントゥッ郡（マレー語版）（Daerah Jerantut）
- クアンタン郡（マレー語版）（Daerah Kuantan）
- リプス郡（マレー語版）（Daerah Lipis）
- マラン郡（マレー語版）（Daerah Maran）
- プカン郡（マレー語版）（Daerah Pekan）
- ラウブ郡（マレー語版）（Daerah Raub）
- ロンピン郡（マレー語版）（Daerah Rompin）
- トゥメルロー郡（マレー語版）（Daerah Temerloh）

## 地方自治体
- 市
  - クアンタン市（Majlis Perbandaran Kuantan）
  - トゥメルロー市（Majlis Perbandaran Temerloh）
  - ブントン市（Majlis Perbandaran Bentong）
- 町
  - キャメロン・ハイランズ町（Majlis Daerah Cameron Highlands）
  - ジュラントゥッ町（Majlis Daerah Jerantut）
  - リプス町（Majlis Daerah Lipis）
  - マラン町（Majlis Daerah Maran）
  - プカン町（Majlis Daerah Pekan）
  - ラウブ町（Majlis Daerah Raub）
  - ロンピン町（Majlis Daerah Rompin）
  - ブラ町（Majlis Daerah Bera）

## 観光
観光はマレーシアの主要産業の一つで、パハンではゲンティン・ハイランド（Genting Highland） やフレイザーズ・ヒル（Fraser's Hill）、キャメロン・ハイランド（Cameron Highland） といった高原リゾートとチェラティン（Cheratin）やテロッ・チェンペダ（Teluk Chempedak） のようなマリンリゾートの両方が存在する。